# Arthroscanner
L’arthroscanner est le nom donné à un examen médical qui est à la fois un moyen de diagnostic et d'observation d'organes (articulations en général) invisibles à la radiographie classique. 
C'est une des techniques d'opacification articulaire, les autres étant les arthrographies, arthro-IRM.

## Principe

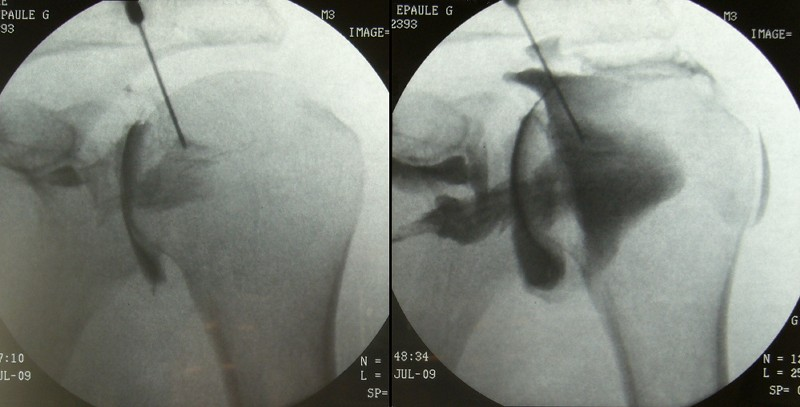
Injection d'un produit de contraste contenant de l'iode.

Un produit de contraste iodé (c'est-à-dire visible à la radiographie) est injecté via une fine aiguille dans la cavité intra-articulaire que le médecin veut observer.
Ce liquide se répand dans cette cavité et la rend visible aux clichés radiographiques qui sont accompagnés d'un CT scanner en vue d’apprécier les structures intra-articulaires : cartilage, ménisque, tendons et ligaments et d'éventuelles anomalies (amincissement, fissure, ulcération…) les concernant.

## Déroulement de l'examen
Cet examen se fait de manière stérile (désinfection de la peau, drap stérile) et en 15 à 20 min. 
Le patient est invité à faire quelques mouvements pour que le produit diffuse dans toute l’articulation. Des clichés sont alors pris sous différents angles, éventuellement avec différentes positions des membres. 
Un CT Scanner multi-barrettes est ensuite pratiqué, pour lequel le patient est immobile et étendu sur un lit se déplaçant dans un anneau.

## Contre-indications, précautions
Avertir le médecin et opérateurs si l'on est enceinte ou qu'on pourrait l'être et en cas de terrain allergique ou de traitement par anticoagulant comme le Sintrom.